# Unfaithful
«Unfaithful» (рус. Неверная) — второй сингл барбадосской певицы Рианны из её второго студийного альбома A Girl like Me (2006), выпущенный 2 мая 2006 года.

## Предыстория и релиз
После переезда в США, Рианна подписала контракт с Def Jam Recordings и выпустила свой дебютный альбом Music of the Sun (2005). Альбом был вдохновлён карибской музыкой, включая соку, дэнсхолл и регги, а также включал данс-поп и R&B. В интервью для MTV Рианна сказала, что когда прибыла в США, она открыла для себя новые типы музыки, которые она никогда прежде не слышала, включая рок-музыку, которую она включила в свой второй студийный альбом A Girl like Me (2006).
Во время записи её дебютного альбома в 2005 году, Рианна впервые встретила Ne-Yo, но они не могли сотрудничать над альбомом. Она хотела с ним работать с того времени, когда услышала песню «Let Me Love You» (2004), исполненную Марио, которую написал Ne-Yo. Когда началась запись альбома A Girl like Me, она обдумывала работу с ним. Она сказала: "Таким образом, во время работы над вторым альбомом я подумала: "Знаешь что? Я должна работать с этим парнем. И мы пошли в студию и начали работать над этой песней". Ne-Yo и норвежский продюсерский дуэт StarGate написали песню «Unfaithful», которая, как сказала Рианна, была для неё новым основанием, потому что была балладой. Сингл был спродюсирован StarGate.
«Unfaithful» была выпущена как второй сингл с альбома A Girl like Me после выпуска сингла #1 «SOS». 20 июня 2006 года песня была выпущена в Канаде в цифровом виде. 29 июня 2006 года сингл был отправлен на радиостанции США. Семь цифровых ремиксов на «Unfaithful» были выпущены 17 июля 2006 года через iTunes в нескольких странах, включая Францию, Германию, Италию, Испанию и США. 25 июля 2006 года в Великобритании песня была выпущена в формате CD-сингла и содержала музыкальный альбом, инструментальную версию, радио-микс Тони Морана и музыкальное видео, а в августе того же года выпущена в Германии и Франции.

## Список композиций
| Canadian digital single 1. «Unfaithful» — 3:46 iTunes Remixes 1. «Unfaithful» (Tony Moran Radio Mix) — 4:15 2. «Unfaithful» (Hamel Radio Edit) — 3:53 3. «Unfaithful» (Maurice's Radio Edit) — 3:28 4. «Unfaithful» (Tony Moran Club Mix) — 9:08 5. «Unfaithful» (Hamel Club Mix) — 8:48 6. «Unfaithful» (Maurice's Club Mix) — 6:57 7. «Unfaithful» (AOL Music Sessions) — 3:49 | Digital single 1. «Unfaithful» (Tony Moran Radio Mix) — 4:16 CD single 1. «Unfaithful» — 3:46 2. «Unfaithful» (Tony Moran Radio Mix) — 4:16 3. «Unfaithful» (Instrumental version) — 3:46 4. «Unfaithful» (Video) — 4:56 |

## История релиза
| Страна             | Дата            | Формат                        | Лейбл                          |
| ------------------ | --------------- | ----------------------------- | ------------------------------ |
| США                | 2 мая 2006      | Mainstream and rhythmic radio | The Island Def Jam Music Group |
| Канада             | 20 июня 2006    | Цифровая дистрибуция          | The Island Def Jam Music Group |
| Австралия          | 14 июля 2006    | Цифровая дистрибуция          | The Island Def Jam Music Group |
| Дания              | 14 июля 2006    | Цифровая дистрибуция          | The Island Def Jam Music Group |
| Франция            | 14 июля 2006    | Цифровая дистрибуция          | The Island Def Jam Music Group |
| Италия             | 14 июля 2006    | Цифровая дистрибуция          | The Island Def Jam Music Group |
| Нидерланды         | 14 июля 2006    | Цифровая дистрибуция          | The Island Def Jam Music Group |
| Новая Зеландия     | 14 июля 2006    | Цифровая дистрибуция          | The Island Def Jam Music Group |
| Норвегия           | 14 июля 2006    | Цифровая дистрибуция          | The Island Def Jam Music Group |
| Португалия         | 14 июля 2006    | Цифровая дистрибуция          | The Island Def Jam Music Group |
| Испания            | 14 июля 2006    | Цифровая дистрибуция          | The Island Def Jam Music Group |
| Австралия          | 17 июля 2006    | Digital remixes               | The Island Def Jam Music Group |
| Аргентина          | 17 июля 2006    | Digital remixes               | The Island Def Jam Music Group |
| Бразилия           | 17 июля 2006    | Digital remixes               | The Island Def Jam Music Group |
| Чешская Республика | 17 июля 2006    | Digital remixes               | The Island Def Jam Music Group |
| Финляндия          | 17 июля 2006    | Digital remixes               | The Island Def Jam Music Group |
| Франция            | 17 июля 2006    | Digital remixes               | The Island Def Jam Music Group |
| Германия           | 17 июля 2006    | Digital remixes               | The Island Def Jam Music Group |
| Венгрия            | 17 июля 2006    | Digital remixes               | The Island Def Jam Music Group |
| Италия             | 17 июля 2006    | Digital remixes               | The Island Def Jam Music Group |
| Япония             | 17 июля 2006    | Digital remixes               | The Island Def Jam Music Group |
| Нидерланды         | 17 июля 2006    | Digital remixes               | The Island Def Jam Music Group |
| Новая Зеландия     | 17 июля 2006    | Digital remixes               | The Island Def Jam Music Group |
| Норвегия           | 17 июля 2006    | Digital remixes               | The Island Def Jam Music Group |
| Испания            | 17 июля 2006    | Digital remixes               | The Island Def Jam Music Group |
| Швеция             | 17 июля 2006    | Digital remixes               | The Island Def Jam Music Group |
| США                | 17 июля 2006    | Digital remixes               | The Island Def Jam Music Group |
| Великобритания     | 25 июля 2006    | CD-сингл                      | Mercury Records                |
| Германия           | 4 августа 2006  | CD-сингл                      | Universal Music                |
| Франция            | 28 августа 2006 | CD-сингл                      | Universal Music                |